# Today's Empires, Tomorrow's Ashes
Today's Empires, Tomorrow's Ashes is het derde studioalbum van de Canadese punkband Propagandhi. Het werd uitgegeven op 6 februari 2001, in Canada door G7 Welcoming Committee Records en elders door Fat Wreck Chords. Het kwam vijf jaar na Less Talk, More Rock uit, wat voor Propagandhi de langste periode tussen twee studioalbums is.

## Nummers
1. "Mate Ka Moris Ukun Rasik An" - 3:03
2. "Fuck the Border" - 1:31
3. "Today's Empires, Tomorrow's Ashes" - 2:37
4. "Back to the Motor League" - 2:40
5. "Natural Disasters" - 2:04
6. "With Friends Like These Who the Fuck Needs COINTELPRO?" - 3:23
7. "Aldright Monument, Baghdad" - 2:27
8. "Ordinary People Do Fucked-Up Things when Fucked-Up Things Become Ordinary" - 2:17
9. "Ladies' Nite in Loserville" - 1:45
10. "Ego Fum Papa (I Am the Pope)" - 1:38
11. "New Homes for Idle Hands" - 1:44
12. "Bullshit Politicians" - 1:33
13. "March of the Crabs" - 1:56
14. "Purina Hall of Fame" - 4:43

## Band
- Chris Hannah - gitaar, zang
- Jord Samolesky - drums
- Todd Kowalski - basgitaar, zang